# Mûntsebuorsterpolder
De Mûntsebuorsterpolder, De Ryp en Syp Set zijn natuurgebieden bij de Oudegaasterbrekken. Ze worden beheerd door It Fryske Gea. De Mûntsebuorsterpolder en De Ryp bestaan hoofdzakelijk uit grasland, Syp Set bestaat uit water, riet en bos. Tezamen beslaat het gebied zo 91 hectare.

## Fauna
De nabijgelegen Oudegaasterbrekken worden in het winterseizoen bezocht door duizenden kleine rietganzen. De Mûntsebuorsterpolder en De Ryp worden door de ganzen gebruikt om te foerageren. It Fryske Gea houdt de waterstand hoog ten behoeve van de ganzen en de weidevogels. In de zomer hebben de ganzen plaats gemaakt voor weidevogels.
Mûntsebuorsterpolder
De Mûntsebuorsterpolder is een polder op kalkarme zware klei. In de hooilanden bloeien in de zomer de echte koekoeksbloem, kruipende boterbloem, madelief, zuring en tweejarige zegge. Het schiereiland in de Oudegaasterbrekken hoort bij de Mûntsebuorsterpolder. In de rietkragen broeden bruine kiekendief, karekiet, kleine karekiet en rietgors.
De Ryp
De Ryp wordt ingericht als weidevogelgebied.
Syp Set
Syp Set is de waterverbinding tussen de Blauhúster Puollen en de Oudegaasterbrekken. Het is particulier bezit maar het beheer is overgedragen aan It Fryske Gea. Dit gebied ligt ten zuidwesten van Sneek, bij Oudega. Het water ontstond rond 1900 toen de grond werd afgegraven voor de aanleg van de spoorlijn Leeuwarden-Staveren. Het gebied van water, struweel en bos biedt broedgelegenheid aan ransuilen, in het riet broedt de karekiet, in de ruigten de sprinkhaanrietzanger en in de holen de bergeend.
Aeltsjemar
· De Alde Feanen
· Bakkeveense Duinen
· Bancopolder
· Bekhofschaans
· Bjirmen
· Blauhúster Puollen
· Bocht fan Molkwar
· Botmar
· Bouwepet
· Buismans Einekoai
· Bûtenfjild
· Van Coehoornbosk
· Delleboersterheide
· Diakonieveen
· Dobbe Stienser Aldlân
· Dobben Hurdegarypsterwarren
· Dunegeaster- en Follegeasterpolder
· Dyksfearten
· Eanjumerkolken
· Easterskar
· Einekoai Piaam
· Einekoaien Lytse Geast
· De Fluezen
· Grikelân en Turkije
· Grutte Wielen
· Heide Hulstreed
· De Hon
· Huitebuersterbûtenpolder
· Joodse begraafplaats Tacozijl
· Joodse begraafplaats Noordwolde
· Kapellepôle
· Ketelermar
· Ketliker Skar
· Kobbelân
· Lendebos
· Lindevallei
· Liphústerheide
· Makkumersúdmar
· Makkumerwaarden
· Mandefjild
· Martenastate
· Meulebos
· Meulereed
· Mokkebank
· Mûntsebuorsterpolder
· Noard-Fryslân Bûtendyks
· 't Oerd
· Ottema Wiersma reservaat
· Park Huize Olterterp
· Park Jongemastate
· Peazemerlannen
· Petgatten De Feanhoop
· Polders Koarnwert
· Ringwiel
· Rysterbosk
· De Ryp
· Schaopedobbe
· Séfonsterpolder
· Sippen-finnen
· Skiedingsboskje
· Slachtedyk
· Steile Bank
· Stokersdobbe
· Sudermarpolder
· Syp Set
· Taconisbosk
· Tsjongerwâlen
· Teroelster Sipen
· Unlân fan Jelsma
· Van Asperen einekoaien
· Warkumermar
· Warkumerwaard
· 't West
· Wilhelmina-oard
· Ychtenerfeanpolder